# Chiesa di Sant'Ambrogio (Firenze)
La chiesa di Sant'Ambrogio è un luogo di culto cattolico di Firenze situato nell'omonima piazza nella zona est del centro storico, a nord di Santa Croce.
La facciata è anonima e disadorna; l'interno a navata unica risente della mancanza di unità stilistica dei molti lavori che si sono succeduti nei secoli, ma, sebbene i suoi decori più preziosi siano oggi agli Uffizi, resta una delle chiese più ricche di storia e di atmosfera della città.

## Storia e descrizione

### Le origini
La chiesa è ricordata per la prima volta nel 988 come edificio sorto nel luogo dove nel 393 sarebbe stato ospitato sant'Ambrogio in visita a Firenze, ma forse è ancora più antica, sorta forse nel VII secolo come cappella di un monastero femminile sorto a memoria del passaggio del santo. All'epoca del santo vescovo milanese questa zona era fuori dalle mura, in aperta campagna, vicina a una memoria sacra, la Croce al Gorgo, che ricordava il luogo del martirio di san Miniato. Un tabernacolo in terracotta policroma di Giovanni Della Robbia su un lato della piazza raffigura proprio il vescovo milanese che benedice i passanti. Fino alla costruzione dell'ultima cerchia muraria di Arnolfo di Cambio del 1284-1310, si trovava al di fuori del centro cittadino in aperta campagna.

### Il Duecento: il miracolo dell'eucaristia

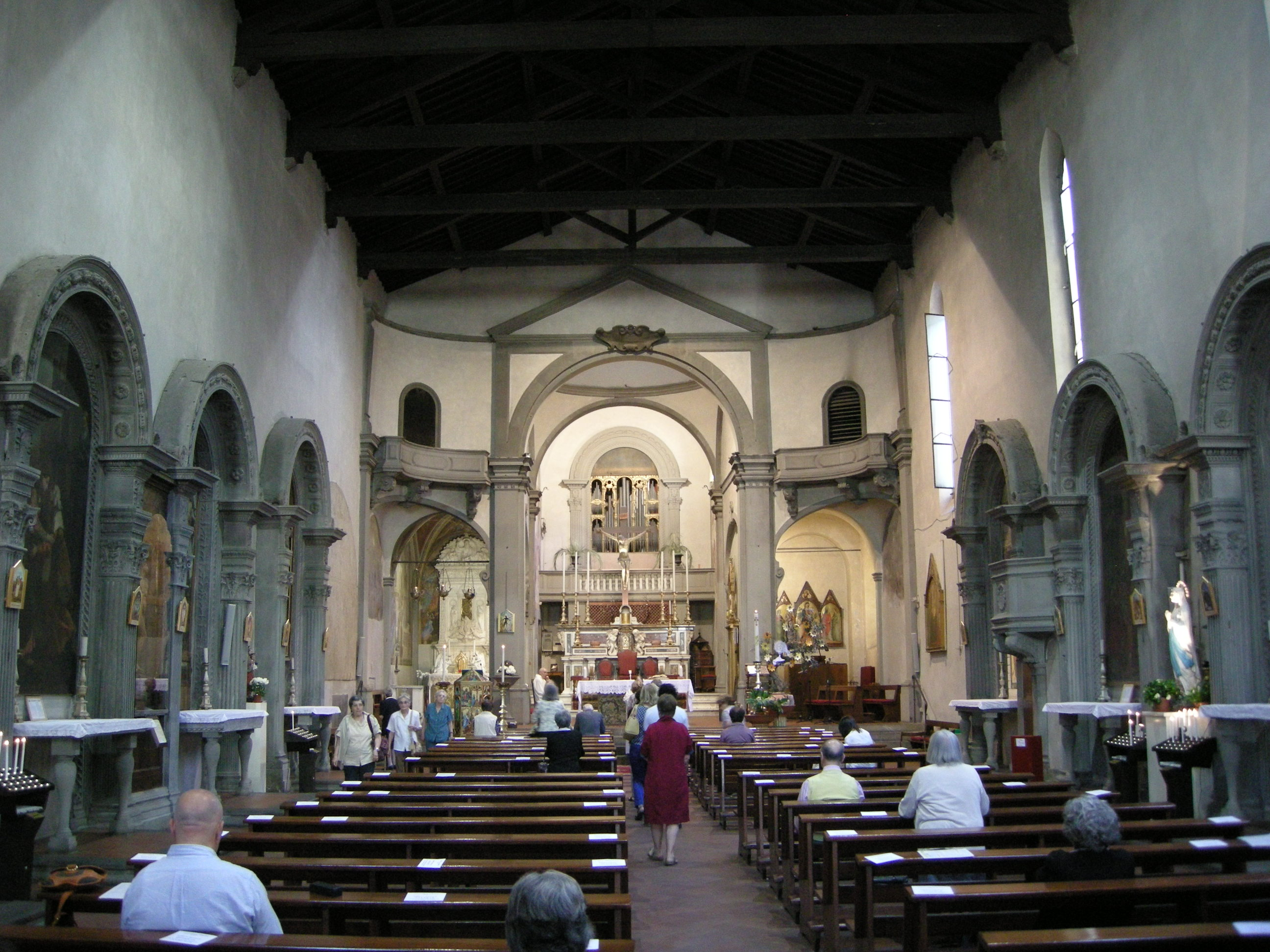
L'interno.

Appartenente alle monache benedettine, che vivevano nell'attiguo monastero, il 30 dicembre 1230 fu teatro di un miracolo, anteriore a quello più noto di Bolsena: un vecchio parroco, di nome Uguccione, trovò alcune gocce di sangue raggrumato nel calice con il quale il giorno prima aveva celebrato la messa e che la sera prima non aveva pulito a dovere. Con grande meraviglia delle monache e del popolo il sangue fu subito raccolto in un'ampolla di cristallo e ne fu informato il vescovo e tutto il clero cittadino. Il vescovo Ardingo Foraboschi, per meglio accertarsi del prodigioso evento chiese di visionare l'ampolla e la tenne con sé per un anno. Il primo reliquiario dell'ampolla del sangue miracoloso venne fatto, stando alla testimonianza di un breviario scritto dalle monache stesse, all'epoca del vescovo Ardengo Trotti (1231-1247).
Il miracolo ebbe una risonanza anche fuori da Firenze e alimentò la devozione intorno al mistero eucaristico. Trent'anni dopo avvenne un analogo evento miracoloso a Bolsena, immortalato da Raffaello nelle Stanze vaticane, anch'esso durante la celebrazione della messa, a seguito del quale veniva istituita la festa del Corpus Domini (1264). Risale a questo periodo anche la fondazione della Compagnia del Corpus Christi.

### Il Trecento: la nuova decorazione

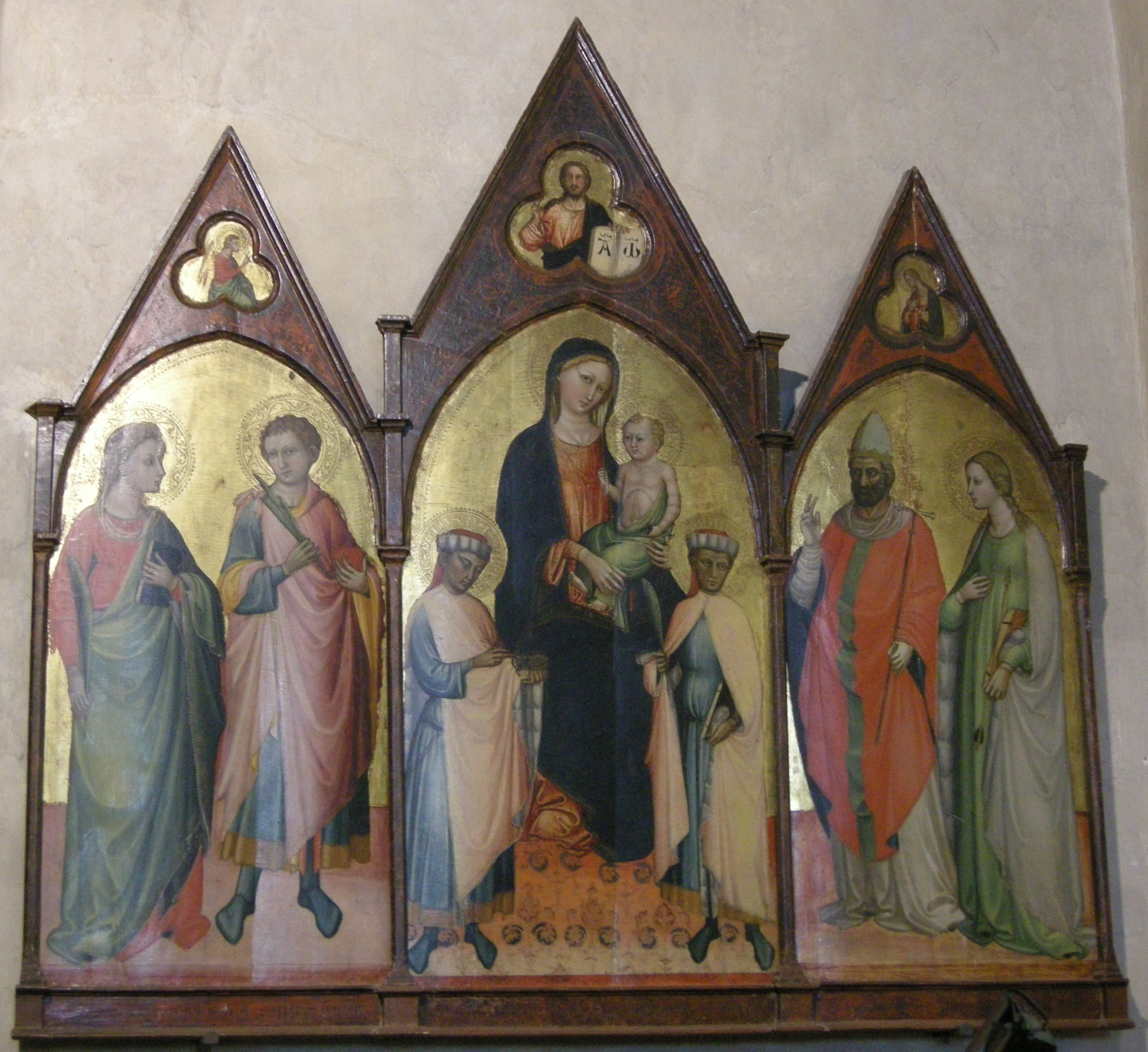
Lorenzo di Bicci, Madonna con bambino e santi

Per il grande fervore religioso popolare, alla fine del Duecento la chiesa di Sant'Ambrogio fu ingrandita e ricostruita in forme gotiche. La pianta è pressoché fedele a quella odierna, con una lunga aula rettangolare a navata unica, con un presbiterio rialzato. Ai lati del presbiterio si aprono due cappelle laterali, delle quali la più grande a sinistra è la Cappella del miracolo, decorata un secolo dopo.
A qualche decennio posteriore risale l'affresco della Madonna del latte in trono, coi santi Bartolomeo e Giovanni, attribuito alla scuola di Andrea Orcagna (in passato ritenuta anche opera di Agnolo Gaddi) sulla destra vicino all'ingresso. La sinopia è stato staccata nel corso del restauro conseguente all'alluvione del 1966, e adesso si trova sulla parete anteriore della chiesa. Allo stesso periodo risalgono altri affreschi come la Deposizione attribuita a Niccolò Gerini, un tempo dietro al quarto altare laterale di destra, sotto la cui sinopia, pure staccata e posta sulla controfacciata interna, fu ritrovato la sinopia di un affresco ancora più antico, un Sant'Onofrio attribuito al Maestro di Figline, oggi restituito alla sua collocazione originaria. Altri affreschi trecenteschi più deteriorati sono un'Annunciazione di scuola fiorentina dietro il primo altare a sinistra e un Martirio di San Sebastiano, attribuito ad Agnolo Gaddi, posto vicino al primo altare di sinistra. Di attribuzione a Lorenzo di Bicci è la pala della Madonna con Bambino e santi sulla cappella alla destra dell'altare, mentre la vicina pala della Madonna in trono con Bambino e santi, sulla parete di destra, è attribuita a Giovanni di Bartolomeo Cristiani.

### Il Quattrocento

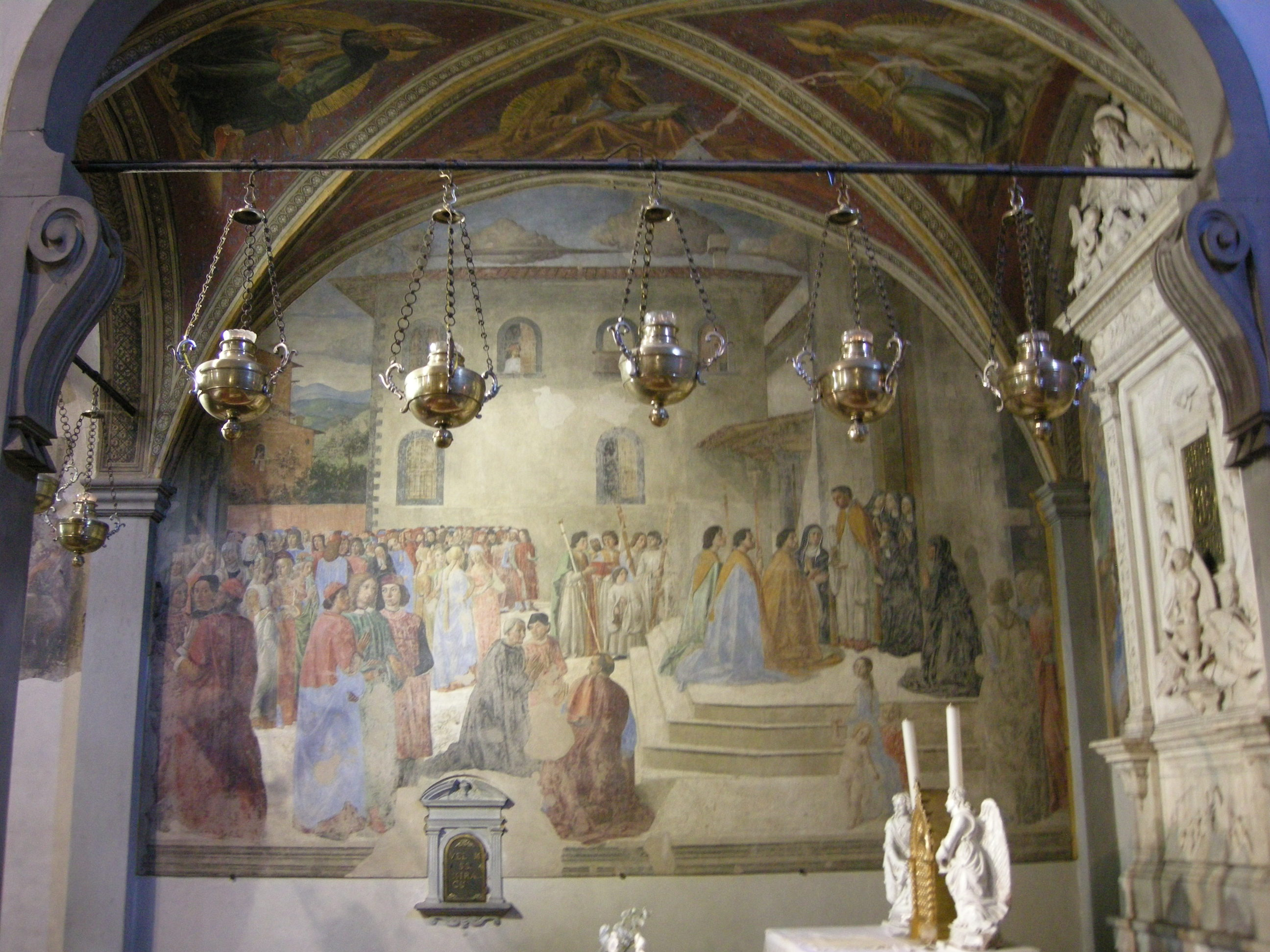
Cappella del Miracolo del Sacramento, affreschi di Cosimo Rosselli.

La venerata reliquia era conservata sull'altare maggiore, dove ai primi del Quattrocento era stata adornata prima dalla Sant'Anna Metterza di Masaccio e Masolino (1424-1426) e poi dall'Incoronazione della Vergine di Filippo Lippi (1447), due preziosissime pale oggi entrambe agli Uffizi. Analoga sorte è toccata anche alla Madonna col Bambino e santi, detta anche Pala delle convertite, di Sandro Botticelli che pure un tempo si trovava in questa chiesa.
Nel 1468 le monache vollero spostare la reliquia in una cappella appena costruita a destra dell'ingresso: sul nuovo altare, il tabernacolo con il calice miracoloso era riquadrato dalla tavola con Madonna col Bambino, angeli e i santi Ambrogio, Lorenzo, Giovanni e Caterina d'Alessandria adoranti di Alesso Baldovinetti. Guardando bene l'opera, si vede però che la Madonna col Bambino è inserita nell'opera, ed è di altra mano, e cioè di Giovanni di Michele Scheggini da Larciano detto il Graffione, discepolo del Baldovinetti stesso.
Presto le monache vollero nuovamente ristrutturare l'edificio, soprattutto desiderose di valorizzare adornando degnamente la cappella detta del miracolo, a sinistra dell'altare maggiore. Fu incaricato Mino da Fiesole di scolpire un tabernacolo marmoreo (1481-1483): l'opera raffigura nella predella a rilievo il prete Uguccione che affida la reliquia alla badessa di Sant'Ambrogio. Davanti a questa sua opera Mino da Fiesole chiese e ottenne di essere sepolto.
A Cosimo Rosselli fu invece chiesto di affrescare la cappella (1486 circa), usando come soggetto il Miracolo del Calice, un evento ritenuto prodigioso per la storia locale: una processione del 1340 con in testa l'esposizione del sangue miracoloso, che avrebbe salvato Firenze dalla peste. La piacevole scena, nella quale figura anche un autoritratto del pittore sulla sinistra assieme ad altri personaggi del suo tempo, è ambientata nella piazzetta davanti alla chiesa, attentamente descritta nelle forme allora contemporanee con uno sfondo paesaggistico e curiosi particolari. Di questo affresco è stata staccata anche la sinopia, che adesso si trova sulla parete subito prima della cappella. Questa sinopia è interessante sia per le linee guida nella parte superiore, d'aiuto per il posizionamento prospettico degli edifici, sia perché i corpi, a differenza dell'affresco, sono disegnati senza le vesti in alcuni particolari, probabilmente per aiutare l'artista a ricordarsi meglio dei volumi che i drappeggi dovevano coprire. Alla realizzazione dell'opera avrebbe contribuito anche un giovane Fra Bartolomeo.
La pala del Baldovinetti della vecchia sistemazione della cappella, che presentava un buco in basso dove era riempito dal tabernacolo, fu integrato da Michele da Larciano detto il Graffione, suo allievo, con la Madonna adorante il Bambino al centro della tavola, trovò collocazione su un altare della parete di sinistra della chiesa dove si trova ancora oggi.
Fra la fine del Quattro e i primi del Cinquecento, furono sepolti in Sant'Ambrogio numerosi artisti, oltre a Mino da Fiesole, anche Andrea Verrocchio, Simone del Pollaiolo detto il Cronaca, i fratelli Del Tasso e Francesco Granacci, dei quali restano le lastre tombali sul pavimento o sulle pareti.

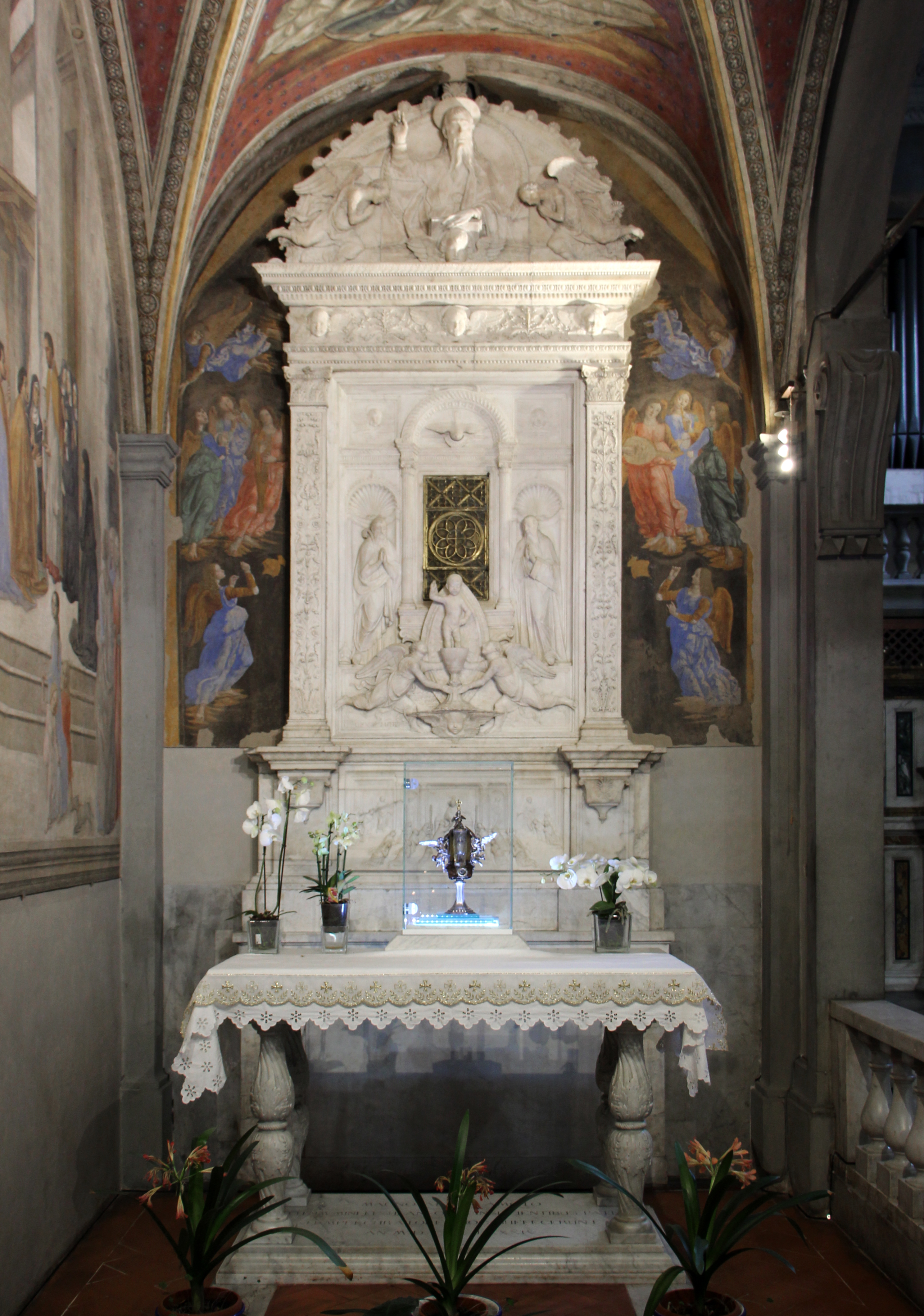
Mino da Fiesole, altare della Cappella del Miracolo.
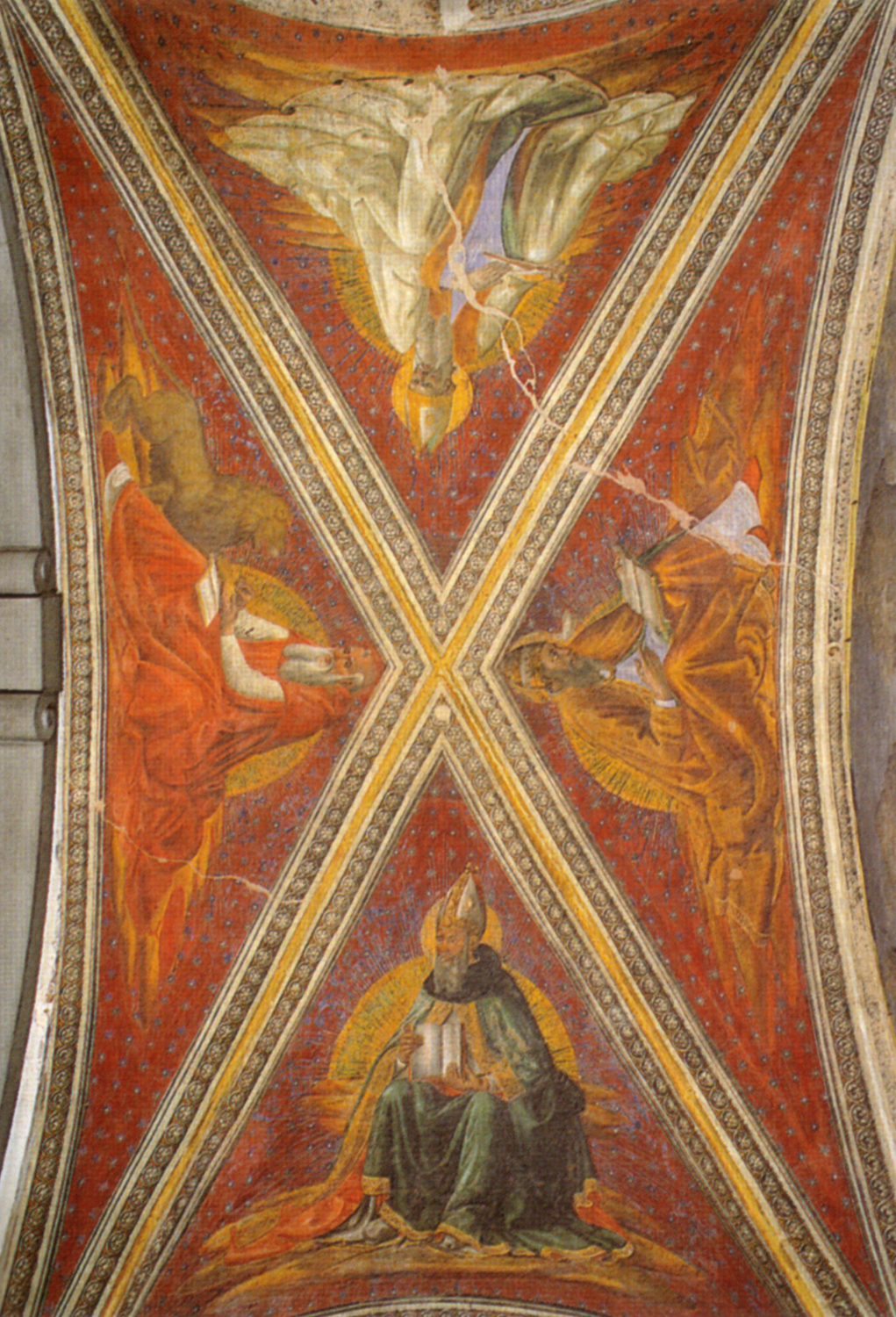
Cosimo Rosselli, volta dipinta della Cappella del Miracolo.

### Dal Cinquecento a oggi

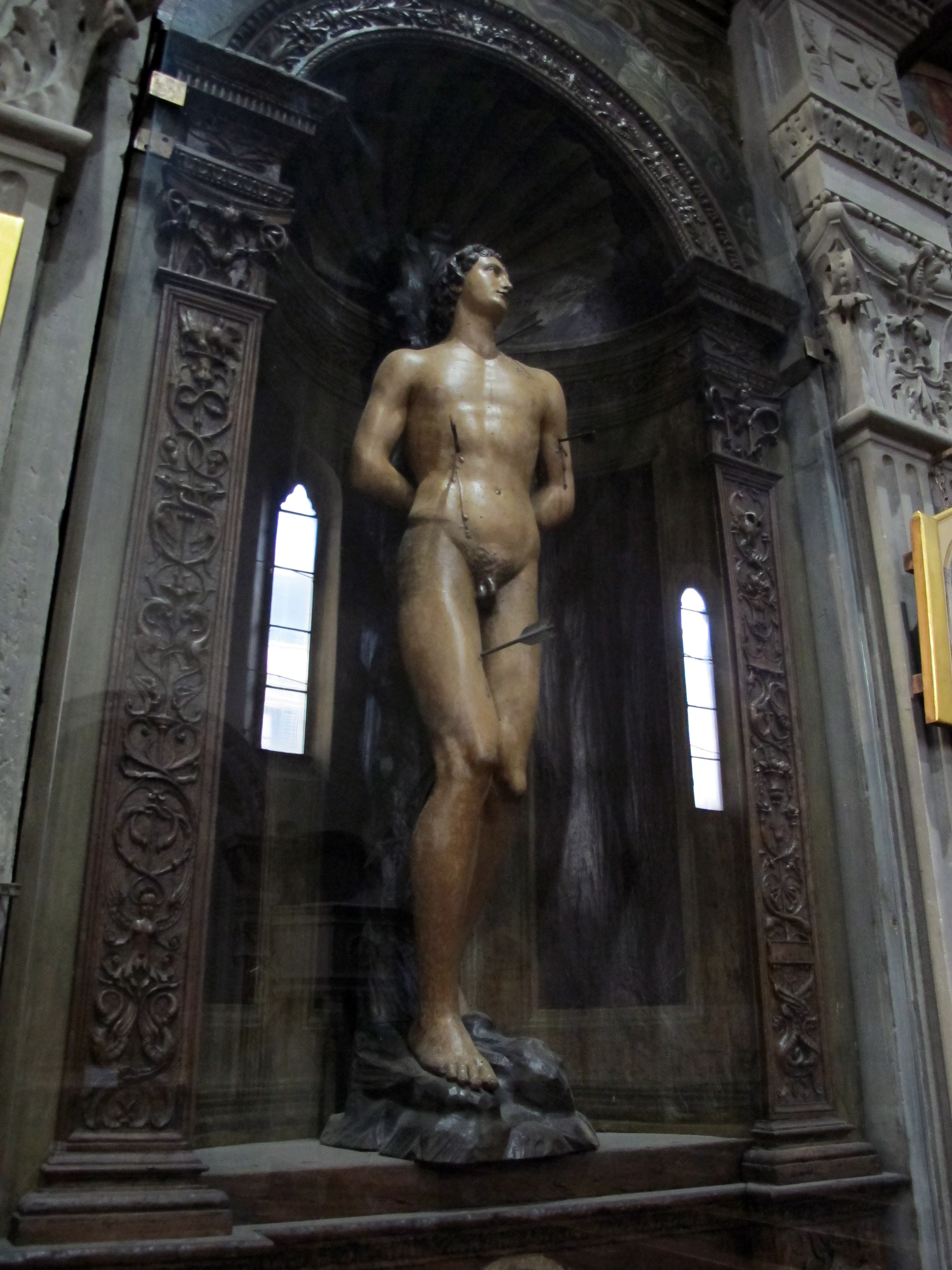
Leonardo del Tasso, San Sebastiano.

Nel corso del Cinquecento si realizzarono gli archi in pietra serena che delimitano gli altari, al posto di vere e proprie cappelle per via del poco spazio, per la decorazione dei quali furono commissionate nuove opere, come la pregevole statua lignea di San Sebastiano di Leonardo del Tasso, oggi tra il secondo e il terzo altare di sinistra, o le pale di altare di Cosimo Rosselli (Gesù crocifisso tra i Santi Girolamo, Giovanni Battista, Cosma e Damiano), già autore degli affreschi della Cappella del Miracolo, o di Raffaellino del Garbo (Sant'Antonio abate, Tobia e Angelo con la lunetta dell'Annunciazione) o Andrea Boscoli (Visitazione). Probabilmente è in questo periodo che vennero coperti gli affreschi trecenteschi dall'intonaco, sia per ragioni legate ad un rinnovo stilistico, ma anche perché probabilmente queste opere erano state danneggiate dall'alluvione del 1557.
Un nuovo miracolo eucaristico, meno conosciuto, si verificò il 24 marzo, venerdì Santo, dell'anno 1595 quando scoppiò un incendio che travolse lo stipo dove si conservavano le ostie consacrate, che restarono prodigiosamente intatte e che, inumidite dall'acqua usata per spegnere l'incendio, formarono una specie di ciambellina, che fu conservata in uno scatolino dorato nel medesimo tabernacolo del Santissimo Miracolo. Dopo 33 anni l'arcivescovo Alessandro Marzi Medici, dopo accurata ricognizione, riconobbe il prodigio e ne autorizzò il culto e la pubblica esposizione nel 1628.
Nel 1682 con le offerte di molti benefattori fu pagata la fattura del reliquiario in argento che ancora oggi custodisce il prodigioso sangue.
Importanti interventi architettonici vennero apportati ai primi del Settecento da Giovan Battista Foggini, al quale si devono l'arco trionfale e le due adiacenti ricurve volute, l'abside barocca e un elegante altare intarsiato con pietre dure, nonché la copertura del soffitto a capriate.
Fra il 1832 e il 1833 Luigi Ademollo affrescò il soffitto e le parti alte della navata, mentre nel presbiterio dipinse la Strage degli Innocenti, l'Ultima Cena e le Storie di sant'Ambrogio. La semplice facciata ad intonaco bianco fu ricostruita nel 1880 in stile neogotico.
Anche nel secolo scorso furono approntati restauri, specialmente a seguito dell'alluvione del 1966, quando privilegiato il recupero del primitivo aspetto gotico. Molti frammenti affrescati e sinopie furono trovati in quell'occasione dietro agli archi in pietra serena e in parte sono oggi esposti all'interno. In occasione del giubileo del 2000 si è anche cercato un progetto per una nuova collocazione della sacra reliquia che potesse permettere di esporre anche due Angeli reggicero in terracotta invetriata, eseguiti per la Cappella del Miracolo nel 1513 da Giovanni della Robbia.
Sul fianco della chiesa, davanti al n. 57, si trovano due lapidi oggi illeggibili (ma note da trascrizioni), che riportavano un bando identico, sia sul fianco dell'edificio sia alla base del campanile:
GLI SPETTABILI SS OTTO DI GVARDIA E BALIA DELLA
CITTÀ DI FIRENZE FANNO NOTIFICARE CHE NIVNA MERETRICE
O DONNA DI CATTIVA VITA O FAMA POSSA STARE ET ABITARE
NELLA VIA DE' PILASTRI P[ER] QUANTO TIENE IL MON[ASTE]RO DELLE
MONACHE DI S AMBROGIO AL MON[ASTE]RO DELLE MONACHE DI CANDELI
SOTTO QUALSIVOGLIA PRETESTO COME P[ER] BENIGNO RESCRITTO
DI S[UA] A[LTEZZA] S[ERENISSIMA] E LORO DECRETO DEL DÌ 6 NO[VE]MBRE 1622 ET IN OLTRE
P[ER] ALTRO DECRETO DE 22 FEBRAIO 1667 ORDINARONO CHE P[ER] VIA
DI MEZZO ET INTORNO A DETTO MON[ASTE]RO DI S AMBR[OGI]O A BRACCIA
100 P[ER] OGNI VERSO VICINO ALLE MVRA NON POSSINO STA
RE ET ABITARE SIMILI DONNE SOTTO LA PENA DI LIRE 200 DA
INCORRERSI IPSO FATTO SENZA ALTRA DICHIARAZIONE ET ALTRO.
DISPOSTO DALLA LEGGE DELL'ANNO 1461 E DI PIV́ LA CATTVRA
DI SCVDI 4 A' FAMIGLI P[ER] CIASCHEDVNA VOLTA

## L'ex-monastero

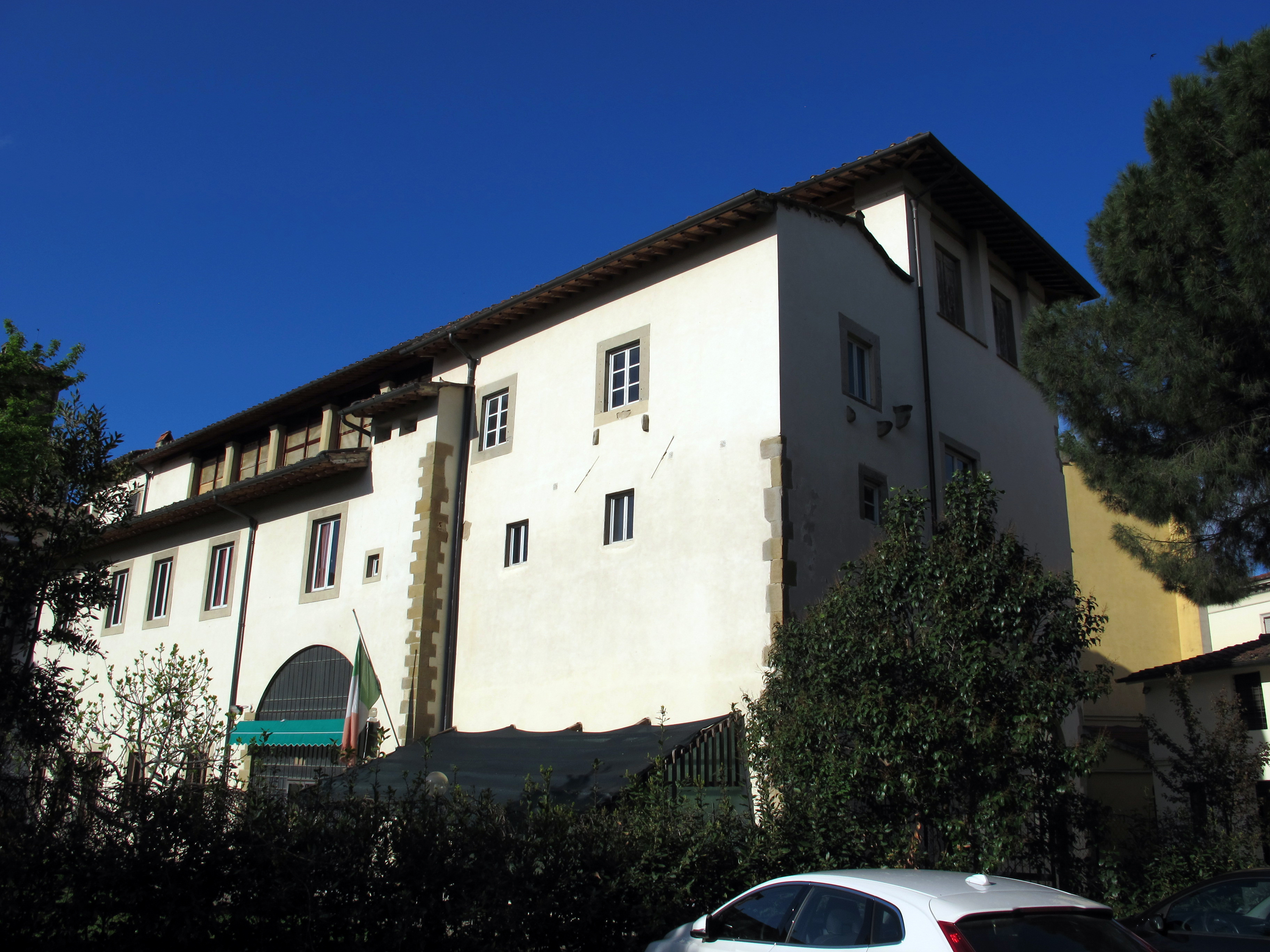
L'ex-convento di Sant'Ambrogio.

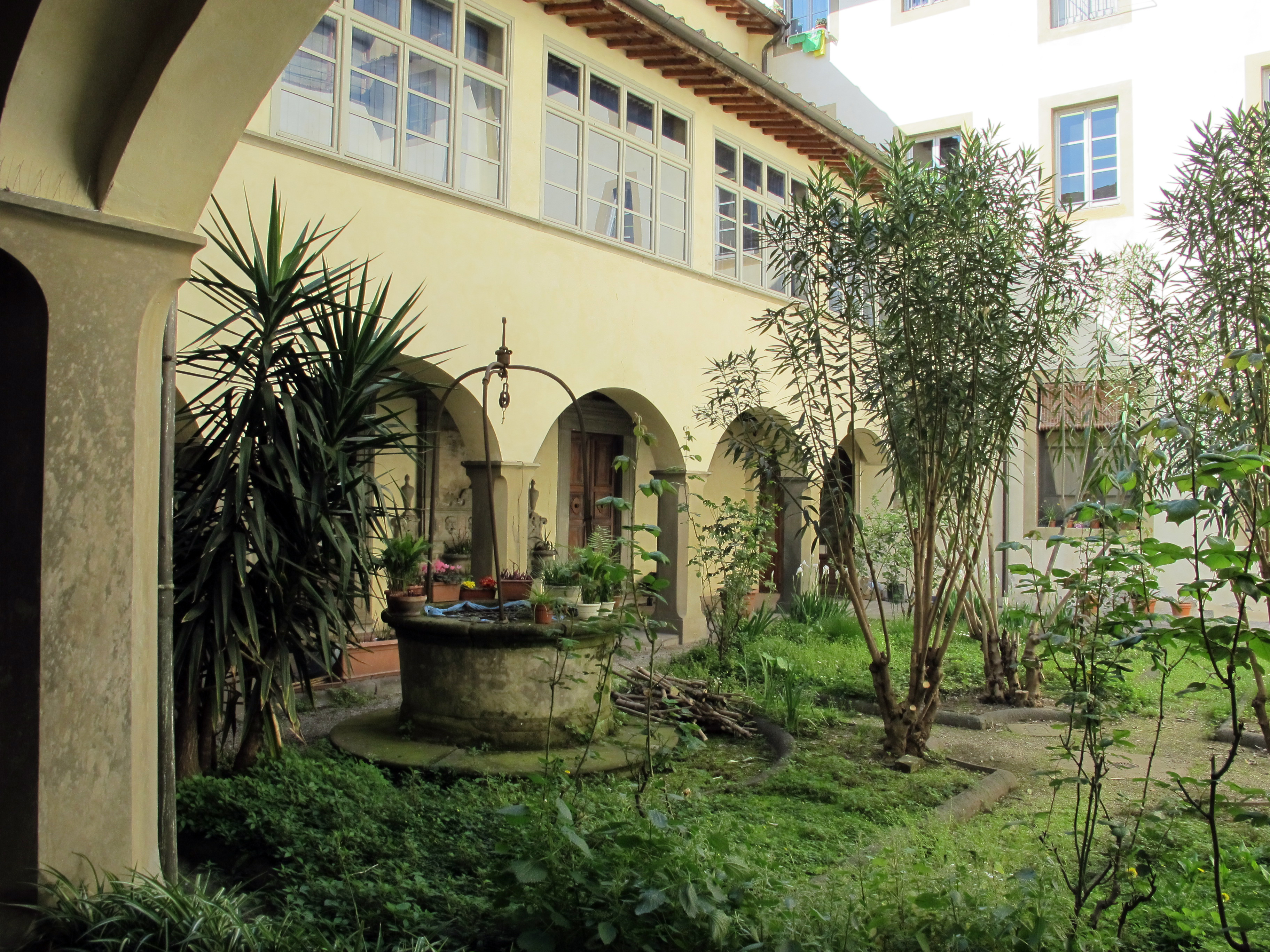
Il chiostro.

Il complesso dell'ex-monastero, oggi detto "complesso della Pia Casa di Rifugio di Sant'Ambrogio", si mostra sulla strada sotto forma di esteso casamento di quattro piani, di disegno oltremodo anonimo, determinato a seguito della parziale espropriazione della fabbrica e della sua riconfigurazione successiva all'apertura, attorno al 1866, dell'attuale strada via Giosuè Carducci, che impose la demolizione di parte del precedente immobile. Tuttavia la storia del sito è antica e importante, originandosi questo in stretta relazione con il complesso religioso di Sant'Ambrogio. Già impoverito verso la fine del Seicento dalla mancanza di fondi, nel 1785 il monastero fu colpito dalle riforme leopoldine che imponevano la trasformazione di simili cenobi in conservatori, per cui il complesso fu destinato in parte a educandato riservato a nobili fanciulle, in parte a scuola pubblica per le giovani del quartiere, retta da suore di San Francesco di Paola dette "Paolette".
In ragione delle nuove destinazioni la fabbrica fu oggetto di interventi di risistemazione e ampliamento, in particolare con la costruzione, su progetto dell'ingegnere Giuseppe Salvetti e con lavori documentati tra il 1785 e il 1790, di un'ala posta a delimitare la piazza dalla parte dell'orto che sarebbe stata poi quella demolita in occasione della creazione di via Carducci. Ambedue gli istituti ebbero tuttavia vita breve essendo soppresso nel 1808 l'intero convento di Sant'Ambrogio e l'edificio destinato alla realizzazione di case d'affitto di utilità pubblica. Tuttavia nel 1815 i diritti sulla proprietà furono ceduti alle monache domenicane della Pietà di via Giusti, quindi, l'anno seguente, l'amministrazione dei beni ecclesiastici destinò i locali a residenza di due diverse comunità: le suore Agostiniane dette le Convertire provenienti dal convento di Sant'Elisabetta di via de' Serragli, e le Nuove Convertire, una comunità laica di prostitute "in via di redenzione" istituita nel 1808 in alcune stanze dell'ospedale di Santa Maria Nuova e detta Pia Casa di Rifugio (Carrara 1999).
Nel 1835 la prima comunità fu abolita mentre la Pia Casa fu eretta in ente morale. Quest'ultima, trovandosi nella disponibilità di ambienti superiori alle necessità, vendette parte dello stabile alla Società degli Asili infantili. Fu questa porzione, per poco tempo diventata sede dell'asilo Vittorio Emanuele II, ad essere demolita in occasione del rinnovamento urbanistico della zona secondo il piano regolatore interno della città redatto dall'ingegnere del Comune Luigi Del Sarto. Riconfigurata la porzione rimasta alla Pia Casa, questa continuò ad occuparsi del recupero delle giovani, godendo di un lungo periodo di floridezza economica, interrotto solo durante la prima guerra mondiale quando lo stabile fu per qualche anno (1915-1918) requisito per usi militari. L'alluvione del 1966 arrecò gravi danni all'immobile ed evidenziò le carenze insite nella struttura: nel 1976 l'Opera Pia passò sotto la competenza amministrativa del Comune, nel 1979 gli ambienti in esubero furono affittati alla Biblioteca Nazionale e nel 1991 gran parte dei locali dell'ex monastero furono acquistati dal Ministero dei Beni Culturali per alloggiarvi i Laboratori di restauro del libro. Dopo la fusione dell'Opera con la Fondazione Giovanni e Silvio Fusi e con l'Opera Pia Casa di Rifugio Emilia Picone, nel 2010, oramai definita come Azienda Pubblica di Servizi alla Persona Sant'Ambrogio, questa è confluita nell'Azienda di Servizi alla Persona Firenze Montedomini. Al piano terra e nel chiostro oggi ha sede un caffè.
Dal lato che guarda alla piazza Sant'Ambrogio è conservata, risparmiata dal nuovo intonaco, la porzione di un graffito con figure e iscrizioni risalente a quando i locali terreni erano occupati da una filiale del Monte dei Pasci di Siena, a documentare le molte destinazioni avute dagli ambienti, ora in attesa di nuova destinazione d'uso. Dal civico 8 della strada si accede a una corte che conduce alla Scuola dell'Infanzia Sant'Ambrogio, con spazi a verde, che occupa parte del corpo di fabbrica dell'antico monastero benedettino, che dalla corte in parte si apprezza. Sempre qui è un tabernacolo con un rilevo in terracotta raffigurante la Madonna e il Bambino di stile quattrocentesco, affiancato da un traguardo che segna il livello (qui particolarmente alto) raggiunto dalle acque durante l'alluvione del 4 novembre 1966.

## La festa di Sant'Ambrogio
Sin dal 1401 a tutti coloro che visitano la chiesa il 7 dicembre, festa di Sant'Ambrogio, viene concessa una speciale indulgenza. Inoltre sono stati celebrati solenni festeggiamenti per il Santo Miracolo in occasione del 700° (1930) e del 750° (1980) anniversario.

## Confraternite
Nella chiesa e nei suoi annessi si riunirono nel tempo alcune confraternite. Tra le più importanti ci furono:
- Compagnia di Santa Maria della Neve;
- Compagnia di San Domenico della Notte;
- Compagnia dei Santi Crespino e Crespiniano dei Calzolai.

## Opere già in Sant'Ambrogio
- Masolino e Masaccio, Sant'Anna Metterza, oggi negli Uffizi;
- Filippo Lippi, Incoronazione Maringhi, oggi negli Uffizi;
- Sandro Botticelli, Pala di Sant'Ambrogio, oggi negli Uffizi.